# Зеленевичский сельсовет
Зеленевичский сельсовет — административная единица на территории Пружанского района Брестской области Белоруссии.

## Состав
Зеленевичский сельсовет включает 24 населённых пункта:
- Апеляновичи — деревня.
- Борисики — деревня.
- Бояры — деревня.
- Брантовцы — деревня.
- Бушняки — деревня.
- Вильяново — деревня.
- Головчицы — деревня.
- Груск — деревня.
- Гута — деревня.
- Зеленевичи — агрогородок.
- Зельзин — деревня.
- Зиновичи — деревня.
- Круппа — деревня.
- Кузевичи — деревня.
- Либерполь — хутор.
- Лысково — агрогородок.
- Могилёвцы — деревня.
- Мозоли — деревня.
- Мосевичи — деревня.
- Осошники — деревня.
- Рачки — деревня.
- Шейпичи — деревня.
- Шпаки — деревня.
- Ярошевичи — деревня.